# دپارتمان اطار
دپارتمان اطار (به عربی: مقاطعة أطار) یک منطقهٔ مسکونی در موریتانی است که در ولایت ادرار واقع شده‌است.
 دپارتمان اطار ۲۶٬۲۵۰ کیلومتر مربع مساحت و ۳۸٬۸۷۷ نفر جمعیت دارد.